# Kaakkurisaari (ö i Pautujärvi, Enare)
Kaakkurisaari, enaresamiska: Gáhkkorsuolu, är en ö i Finland. Den ligger i sjön Pautujärvi och i kommunen Enare i den ekonomiska regionen Norra Lappland och landskapet Lappland, i den norra delen av landet, 1 000 km norr om huvudstaden Helsingfors. Öns area är 1,5 hektar och dess största längd är 280 meter i nord-sydlig riktning.